# Undecane

Strukturformel von 2,2,3,3,4,4,-Hexamethylpentan, einem Isomer von Undecan

Die Undecane bilden eine Stoffgruppe aus der Gruppe der Alkane. Namensgeber ist der lineare Vertreter Undecan. Die Undecane umfassen theoretisch 159 konstitutionsisomere bzw. 345 konstitutions- und konfigurationsisomere Verbindungen mit der Summenformel C11H24. In öffentlich verfügbaren Datenbanken werden (Stand März 2024) zwischen 62 und 177 tatsächlich bekannte Isomere geführt.

## Verwendung
Die Isomere des Undecans finden in der Trennung von Alkylphenolen mittels Azeotroprektifikation Verwendung, bei der die Isomere als Schleppmittel benutzt werden.

## Konstitutionsisomere
Die folgende Tabelle gibt einen Überblick über alle theoretisch möglichen konstitutionsisomeren Undecane, gruppiert nach Anzahl der Kohlenstoffatome in der Hauptkette bzw. nach den Substituenten:
| Substituenten                         | Anzahl der C-Atome in der Hauptkette | Anzahl der C-Atome in der Hauptkette                    | Anzahl der C-Atome in der Hauptkette | Anzahl der C-Atome in der Hauptkette | Anzahl der C-Atome in der Hauptkette | Anzahl der C-Atome in der Hauptkette | Anzahl der C-Atome in der Hauptkette                                                                                              |
| Substituenten                         | 11                                   | 10                                                      | 9 | 8 | 7 | 6 | 5 |
| ------------------------------------- | ------------------------------------ | ------------------------------------------------------- | --- | --- | --- | --- | --- |
| ---                                   | n-Undecan                            |                                                         | | | | | |
| Methyl                                |                                      | 2-Methyldecan 3-Methyldecan 4-Methyldecan 5-Methyldecan | 2,2-Dimethylnonan 2,3-Dimethylnonan 2,4-Dimethylnonan 2,5-Dimethylnonan 2,6-Dimethylnonan 2,7-Dimethylnonan 2,8-Dimethylnonan 3,3-Dimethylnonan 3,4-Dimethylnonan 3,5-Dimethylnonan 3,6-Dimethylnonan 3,7-Dimethylnonan 4,4-Dimethylnonan 4,5-Dimethylnonan 4,6-Dimethylnonan 5,5-Dimethylnonan | 2,2,3-Trimethyloctan 2,2,4-Trimethyloctan 2,2,5-Trimethyloctan 2,2,6-Trimethyloctan 2,2,7-Trimethyloctan 2,3,3-Trimethyloctan 2,3,4-Trimethyloctan 2,3,5-Trimethyloctan 2,3,6-Trimethyloctan 2,3,7-Trimethyloctan 2,4,4-Trimethyloctan 2,4,5-Trimethyloctan 2,4,6-Trimethyloctan 2,4,7-Trimethyloctan 2,5,5-Trimethyloctan 2,5,6-Trimethyloctan 2,6,6-Trimethyloctan 3,3,4-Trimethyloctan 3,3,5-Trimethyloctan 3,3,6-Trimethyloctan 3,4,4-Trimethyloctan 3,4,5-Trimethyloctan 3,4,6-Trimethyloctan 3,5,5-Trimethyloctan 4,4,5-Trimethyloctan | 2,2,3,3-Tetramethylheptan 2,2,3,4-Tetramethylheptan 2,2,3,5-Tetramethylheptan 2,2,3,6-Tetramethylheptan 2,2,4,4-Tetramethylheptan 2,2,4,5-Tetramethylheptan 2,2,4,6-Tetramethylheptan 2,2,5,5-Tetramethylheptan 2,2,5,6-Tetramethylheptan 2,2,6,6-Tetramethylheptan 2,3,3,4-Tetramethylheptan 2,3,3,5-Tetramethylheptan 2,3,3,6-Tetramethylheptan 2,3,4,4-Tetramethylheptan 2,3,4,5-Tetramethylheptan 2,3,4,6-Tetramethylheptan 2,3,5,5-Tetramethylheptan 2,3,5,6-Tetramethylheptan 2,4,4,5-Tetramethylheptan 2,4,4,6-Tetramethylheptan 2,4,5,5-Tetramethylheptan 3,3,4,4-Tetramethylheptan 3,3,4,5-Tetramethylheptan 3,3,5,5-Tetramethylheptan 3,4,4,5-Tetramethylheptan | 2,2,3,3,4-Pentamethylhexan 2,2,3,3,5-Pentamethylhexan 2,2,3,4,4-Pentamethylhexan 2,2,3,4,5-Pentamethylhexan 2,2,3,5,5-Pentamethylhexan 2,2,4,4,5-Pentamethylhexan 2,3,3,4,4-Pentamethylhexan 2,3,3,4,5-Pentamethylhexan | 2,2,3,3,4,4-Hexamethylpentan |
| Ethyl                                 |                                      |                                                         | 3-Ethylnonan 4-Ethylnonan 5-Ethylnonan | | 3,3-Diethylheptan 3,4-Diethylheptan 3,5-Diethylheptan 4,4-Diethylheptan | | |
| Ethyl und Methyl                      |                                      |                                                         | | 3-Ethyl-2-methyloctan 3-Ethyl-3-methyloctan 3-Ethyl-4-methyloctan 3-Ethyl-5-methyloctan 3-Ethyl-6-methyloctan 4-Ethyl-2-methyloctan 4-Ethyl-3-methyloctan 4-Ethyl-4-methyloctan 4-Ethyl-5-methyloctan 5-Ethyl-2-methyloctan 5-Ethyl-3-methyloctan 6-Ethyl-2-methyloctan | 3-Ethyl-2,2-dimethylheptan 3-Ethyl-2,3-dimethylheptan 3-Ethyl-2,4-dimethylheptan 3-Ethyl-2,5-dimethylheptan 3-Ethyl-2,6-dimethylheptan 3-Ethyl-3,4-dimethylheptan 3-Ethyl-3,5-dimethylheptan 3-Ethyl-4,4-dimethylheptan 3-Ethyl-4,5-dimethylheptan 4-Ethyl-2,2-dimethylheptan 4-Ethyl-2,3-dimethylheptan 4-Ethyl-2,4-dimethylheptan 4-Ethyl-2,5-dimethylheptan 4-Ethyl-2,6-dimethylheptan 4-Ethyl-3,3-dimethylheptan 4-Ethyl-3,4-dimethylheptan 4-Ethyl-3,5-dimethylheptan 5-Ethyl-2,2-dimethylheptan 5-Ethyl-2,3-dimethylheptan 5-Ethyl-2,4-dimethylheptan 5-Ethyl-2,5-dimethylheptan 5-Ethyl-3,3-dimethylheptan                                                         | 3-Ethyl-2,2,3-trimethylhexan 3-Ethyl-2,2,4-trimethylhexan 3-Ethyl-2,2,5-trimethylhexan 3-Ethyl-2,3,4-trimethylhexan 3-Ethyl-2,3,5-trimethylhexan 3-Ethyl-2,4,4-trimethylhexan 3-Ethyl-2,4,5-trimethylhexan 3-Ethyl-3,4,4-trimethylhexan 4-Ethyl-2,2,3-trimethylhexan 4-Ethyl-2,2,4-trimethylhexan 4-Ethyl-2,2,5-trimethylhexan 4-Ethyl-2,3,3-trimethylhexan 4-Ethyl-2,3,4-trimethylhexan 3,3-Diethyl-2-methylhexan 3,3-Diethyl-4-methylhexan 3,4-Diethyl-2-methylhexan 3,4-Diethyl-3-methylhexan 4,4-Diethyl-2-methylhexan | 3-Ethyl-2,2,3,4-tetramethylpentan 3-Ethyl-2,2,4,4-tetramethylpentan 3,3-Diethyl-2,2-dimethylpentan 3,3-Diethyl-2,4-dimethylpentan |
| Propyl                                |                                      |                                                         | | 4-Propyloctan | | | |
| 1-Methylethyl (=Isopropyl)            |                                      |                                                         | | 4-(1-Methylethyl)octan | | | |
| Methyl und 1-Methylethyl (=Isopropyl) |                                      |                                                         | | | 2-Methyl-3-(1-methylethyl)heptan 2-Methyl-4-(1-methylethyl)heptan 3-Methyl-4-(1-methylethyl)heptan 4-Methyl-4-(1-methylethyl)heptan | 2,2-Dimethyl-3-(1-methylethyl)hexan 2,3-Dimethyl-3-(1-methylethyl)hexan 2,4-Dimethyl-3-(1-methylethyl)hexan 2,5-Dimethyl-3-(1-methylethyl)hexan | 2,2,4-Trimethyl-3-(1-methylethyl)pentan 2,3,4-Trimethyl-3-(1-methylethyl)pentan                                                   |
| Methyl und Propyl                     |                                      |                                                         | | | 2-Methyl-4-propylheptan 3-Methyl-4-propylheptan 4-Methyl-4-propylheptan | | |
| Butyl                                 |                                      |                                                         | | | 4-tert-Butylheptan | | |